# Ticosa
La Ticosa (TIntoria COmense Società Anonima) fu una grande azienda tessile comasca, sorta il 20 luglio 1871 e operante soprattutto nel campo della seta.
Nel 1899 la tessitura arrivò a contare 600 dipendenti e, nello stesso anno, venne inaugurato un acquedotto della tintoria, che le porterà più di 12 milioni di litri d'acqua al giorno.
Nel 1906 la tintoria entra in possesso dei francesi di Gillet & Fils.
La fase espansionistica dell'azienda continuerà fino al 1950. Durante questo periodo emerse la figura di Augusto Brunner, un ricercatore all'interno dei laboratori della fabbriche che scalerà la gerarchia aziendale fino ad arrivare, nel 1950 a diventare amministratore delegato. Proprio nel 1950 l'azienda toccò la sua punta di massima grandezza, con 1 250 operai.
Negli anni sessanta e settanta l'azienda attraversò una grave crisi, a cui si cercò di far fronte con nuovi investimenti e una ristrutturazione, con scarsi risultati. Il 3 ottobre 1980, dopo alcune settimane di infruttuosi negoziati con i sindacati, che rifiutavano di concedere la mobilità per circa 1/4 delle maestranze (fra 100 e 200, su 600), un telex da Parigi informò dell'imminente chiusura dello stabilimento, che avverrà nel 1982. A nulla valsero le, tardive, pressioni sindacali, esercitate anche attraverso l'occupazione della fabbrica.
Il grande stabilimento, ormai vuoto e posto in prossimità della città storica, venne allora rilevato dal Comune di Como, al fine di recuperare l'area, ma, in 25 anni, nessun piano di redeveloping venne approvato. La struttura degli edifici, comunque di origine industriale, su più piani e poco adatta ad un recupero a fini diversi, andò deteriorandosi. Nei lunghi lustri dell'abbandono essa finì per divenire un rifugio per senzatetto.

## La demolizione
Nei primi anni del nuovo millennio, tuttavia, venne finalmente iniziata una procedura di cessione che, in linea con quanto avvenuto per il quartiere storico delle Fiera di Milano, prevedeva la presentazione di un progetto di recupero, dettagliato e impegnativo e, contestualmente, una offerta economica non inferiore ai 14.447.752 € (base d'asta).

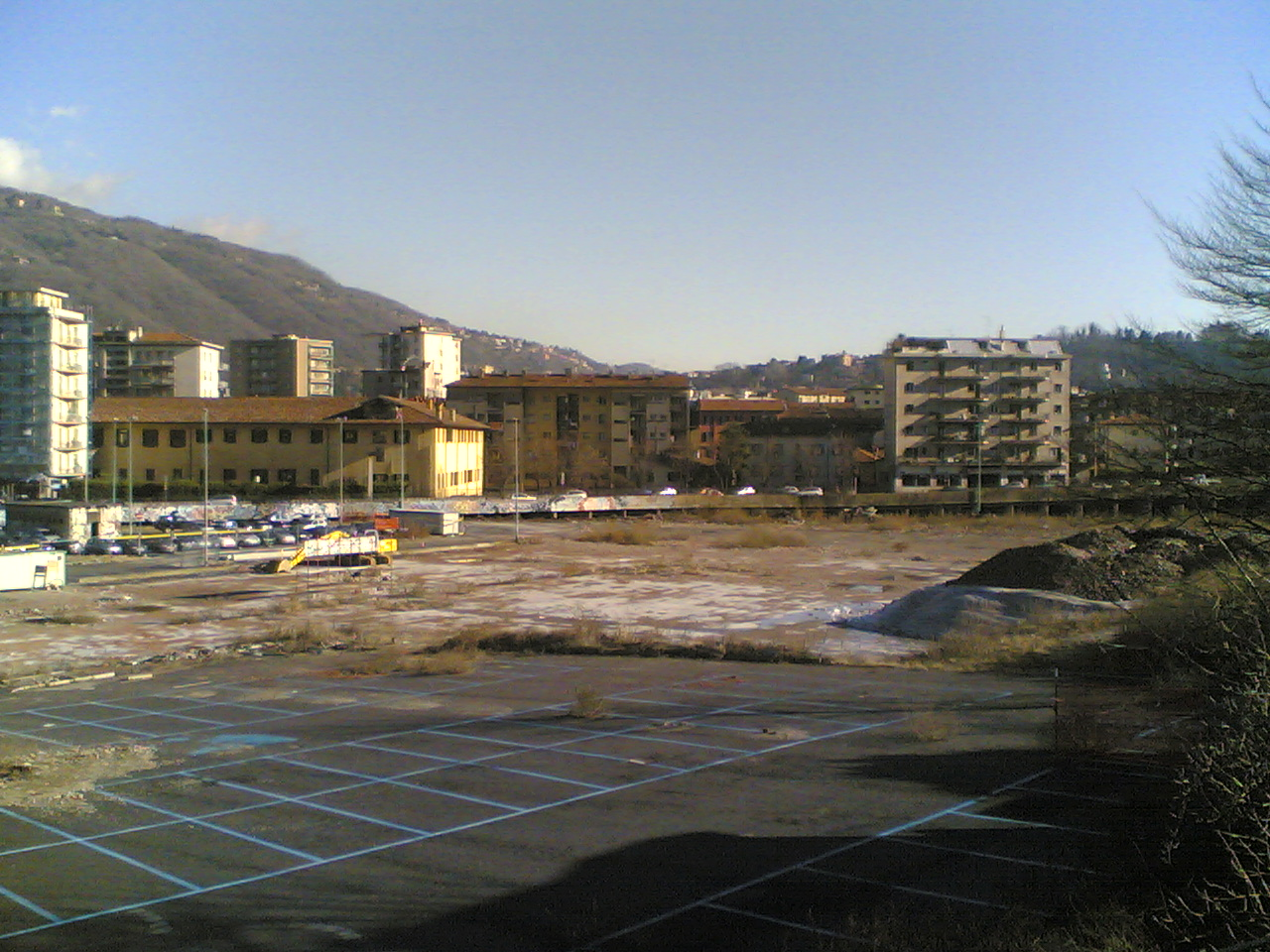
Panoramica dell'area dopo la demolizione dello stabilimento

La cordata vincitrice, guidata dal gruppo immobiliare olandese Multi Development, ha iniziato i lavori per la demolizione dei vecchi stabili (salvo alcuni corpi vincolati dalla Sovraintendenza) il 27 gennaio 2007. La cerimonia di avvio dei lavori, trasmessa in diretta televisiva da Espansione Tv, è stata accompagnata da uno spettacolo pirotecnico offerto dalla stessa azienda olandese e ha visto la presenza del presidente della Regione Lombardia Roberto Formigoni, del Vescovo di Como Maggiolini, e della quasi totalità dell'amministrazione comunale comasca. La cerimonia in pompa magna avviene nonostante gravi preoccupazioni espresse dagli ecologisti: oltre cinque mesi prima dell'inaugurazione dei lavori, la portavoce dei Verdi Elisabetta Patelli scrive al sindaco di Forza Italia Stefano Bruni chiedendo garanzie sullo smaltimento dei materiali pericolosi. La richiesta è però bollata come battaglia demagogica (o addirittura «terrorismo») e il 27 gennaio la festa per la fine della Ticosa si celebra, tra brindisi e fuochi d’artificio, come niente fosse.
Una conferma alle paure dei Verdi arriva però a fine marzo, quando una centralina Arpa della zona rileva una quantità anomala, seppur non oltre i livelli di guardia, di amianto nell’aria. Partono così le verifiche e il 10 aprile arriva la brutta sorpresa: tra i detriti comuni pronti per essere triturati c’è anche una guaina bituminosa che contiene amianto crisotilo in quantità non trascurabile. Il prelievo in aria del giorno dopo, però, pare confortante: i livelli risultano tornati nella norma. Ma non tutti sono convinti: «Una verifica a cantiere fermo, quasi tre mesi dopo», spiega Patelli, «non conta. Il pericolo c’è quando il materiale è smosso dalle ruspe e i fili di amianto si disperdono nell’aria. A fine gennaio la polvere arrivava in tutta la città, ma non si è pensato a un monitoraggio in tempo reale».
Il 26 aprile l’Arpa certifica la presenza di amianto a terra e in aria, ma solo il 25 maggio il rapporto con la richiesta di rapida bonifica arriva in Comune, preceduto da insistenti voci su presunte negligenze nella demolizione. I dati non sono però resi pubblici, e la consultazione dell’atto viene preclusa ai più.
Comune e Asl, però, restano tranquilli: «Bonifica e controlli sono stati eseguiti secondo la legge». Una calma che si incrina di colpo il 28 giugno, quando il sindaco firma un’ordinanza che intima alla ditta acquirente, l’olandese Multi Development, di smaltire «senza indugio» i detriti. Troppo tardi: il giorno dopo i carabinieri mettono i sigilli all’area, organizzando una vigilanza continua per prevenire possibili alterazioni."
Alla fine del mese di marzo dello stesso anno però una centralina di rilevamento dell'ARPA segnala una quantità di amianto superiore alla norma nell'aria analizzata e in un successivo sopralluogo, effettuato in coordinazione con l'ASL di competenza, venne ritrovata tra i detriti una guaina bituminosa in cui, da successive analisi, venne accertata la presenza di amianto crisotilo.
A conclusione delle analisi sui detriti, l'Autorità giudiziaria, il 12 ottobre dispone il dissequestro vincolato allo smaltimento come rifiuto speciale non pericoloso per la presenza di fibre di amianto crisotilo, dell'area. La prima discarica adatta allo smaltimento dei 4.000 m³ di detriti individuata dal comune di Como è stata quella di Casteggio gestita dall'Ari. Però in data 16 gennaio 2008, a pochi giorni dall'inizio dei lavori, il comune pavese si è detto contrario al trasporto di materiale contaminato da amianto sul proprio territorio per questioni di opportunità e non perché la classificazione data al materiale fosse incompatibile con lo stoccaggio. Ad influire su questa scelta ha pesato inoltre il clamore mediatico dato a questa vicenda che aveva scatenato le preoccupazioni della popolazione residente.
Ad un anno di distanza dalla cerimonia per l'avvio dei lavori di demolizione, in data 27 gennaio 2008 i detriti si trovano ancora nell'area dell'ex Ticosa.
Il 19 febbraio 2008 sono partiti i primi camion che effettueranno il trasporto dei suddetti detriti nella discarica di Pozzolo Formigaro in provincia di Alessandria, per liberare l'intera area dalle 360 tonnellate di materiale occorreranno 2 mesi di lavoro per un costo complessivo compreso tra i 550.000 e i 660.000 euro.
Al 27 gennaio 2009, a distanza di due anni esatti dalla demolizione, l'area si presenta come un vuoto semi abbandonato, i resti della recinzione del cantiere sono buttati a terra e la gente ha ripreso a parcheggiare nell'area tra detriti e fango e non sono mancati accampamenti provvisori di senzatetto.
Risultano spesi circa un milione e 204 000 euro tra la bonifica preliminare, consulenze, spese varie, tra cui la pubblicazione di un libro e l'organizzazione della festa in occasione della demolizione.
Rimane ancora da effettuare la bonifica del terreno, inquinato da arsenico, zinco, idrocarburi pesanti, gasolio, piombo, rame, zinco, pcb e generici rifiuti pericolosi. La bonifica è a carico del comune, il costo è stimato pari a 1,4 milioni in base allo studio commissionato alla ditta Envison (originariamente erano state stimate spese pari a 800.000 euro), è emerso però uno studio commissionato da Multidevelopment a Sinesis in disaccordo con quello commissionato a Environ dal comune, tale studio porterebbe la cifra necessaria alla bonifica a 2,5 milioni di euro.
Il mancato incasso dell'acconto di 5 milioni di euro per la vendita dell'area ha creato non pochi problemi al comune che l'aveva incluso nel bilancio come entrata sicura e aveva pianificato le spese sulla presenza dei 5 milioni, sulla fine del 2008 si è dunque visto costretto ad accendere dei mutui per coprire le spese.
Il progetto è tutt'altro che definitivo, alcune modifiche alla viabilità richieste dal comune hanno ulteriormente fatto lievitare i costi a carico del comune che potrebbe rinunciare a 3.000 m² di edifici pubblici e al recupero del Santarella (la centrale termica della tintostamperia) in cui era previsto un museo (progetto di massima e tuttavia nemmeno sulla carta, poiché il Comune non ha mai fatto rilievi della struttura, che invece è stata usata come deposito posticcio per i carotaggi fatti dall'azienda olandese).
Hanno destato parecchie preoccupazioni per il proseguimento dei lavori l'arresto dell'architetto Marco Casamonti e le dimissioni del direttore generale di Multidevelopment Mauro Mancini, sembrano escluse però ripercussioni reali sull'andamento dei lavori.
Il sito della multinazionale olandese Multi Development BV prevede l'apertura della nuova area nel 2013.
Il 3 novembre 2011 l'area è stata consegnata dal comune di Como alla società Autotrasporti Pensiero che si occuperà della bonifica dopo lo sgombero degli abusivi che hanno trovato alloggio nell'area e una pulizia da vegetazione e rifiuti che negli anno si sono accumulati.